# フランシスコ・フェルナンデス・デ・カピリャス
フランシスコ・フェルナンデス・デ・カピリャス（Francisco Fernández de Capillas、1607年8月14日 - 1648年1月15日）は、スペインのドミニコ会の司祭で、フィリピンと中国の宣教師。中国最初のキリスト教殉教者で、2000年10月1日､中国百二十聖人のひとりとして列聖された。

## 生涯
（Pedrosa (2006) pp.146-147 による）
カピリャスはパレンシア地方のバケリン・デ・カンポスで生まれ、バリャドリッドのドミニコ会に入会した。フィリピンのマニラで1632年司祭に叙階され、カガヤン州で布教した。同じドミニコ会のフランシスコ・ディアスとともに1641年に台湾、1642年3月に福建省に派遣された。ディアスは1646年11月4日に没したが、同じ日に清軍がカピリャスのいる福安に侵攻した。カピリャスは1647年11月13日に捕えられ、獄に入れられ、二日後の1648年1月15日に死刑になった。

## 列聖まで
1748年9月16日にベネディクトゥス14世がカピリャスを中国最初の殉教者と認めた。1909年5月2日にピウス10世によって列福された。
2000年10月1日、ヨハネ・パウロ2世は中国百二十聖人の最初のひとりとしてカピリャスを列聖した。